# Simon Bernard
Simon Bernard (Dole, 28 aprile 1779 – Parigi, 5 novembre 1839) è stato un generale, politico e nobile francese.

## Biografia

### I primi anni e la carriera
Nato a Dole nel 1779, Simon Bernard studiò all'École polytechnique, dove si diplomò nel 1799, anno in cui entrò nell'esercito nel corpo dei genieri col grado di tenente.
Divenuto capitano nel 1800, venne promosso al grado di maggiore nel 1809. Dopo essere stato coinvolto nei progetti per la costruzione del porto di Anversa, Bernard prestò servizio (1809–1812) come aiutante di Napoleone. Promosso colonnello nel 1813, rimase ferito durante la ritirata che seguì la battaglia di Lipsia ed ebbe modo di distinguersi in quello stesso anno nei tre mesi di difesa della città di Torgau assediata dagli alleati.
Dopo l'abdicazione di Napoleone, si unì alla Restaurazione borbonica e venne promosso generale di brigata da Luigi XVIII che lo nominò anche cavaliere dell'Ordine di San Luigi. Bernard ottenne quindi l'incarico dal ministro della guerra Clarke di predisporre delle opere topografiche. Dopo il ritorno di Napoleone dall'Isola d'Elba, Bernard si unì all'imperatore e prese parte alla battaglia di Waterloo nel 1815.

### Al servizio degli Stati Uniti
Dopo la seconda abdicazione di Napoleone, venne bandito dalla Francia e, rifiutando un'offerta di impiego da parte dello zar Alessandro I di Russia, scelse di emigrare negli Stati Uniti, dove accettò l'incarico di assistente geniere col rango e la paga di generale di brigata il 16 novembre 1816. Progettò personalmente diverse fortificazioni tra i quali i più rilevanti furono sicuramente Fort Monroe e Fort Wool in Virginia, Fort Adams a Newport (Rhode Island), Fort Morgan in Alabama, Fort McRee in Florida e Fort Pulaski in Georgia. Durante la famosa visita del marchese Gilbert du Motier de La Fayette negli Stati Uniti nel 1825-1825, quest'ultimo ebbe modo di ammirare Fort Monroe, la fortezza di Old Point Comfort progettata da Bernard.

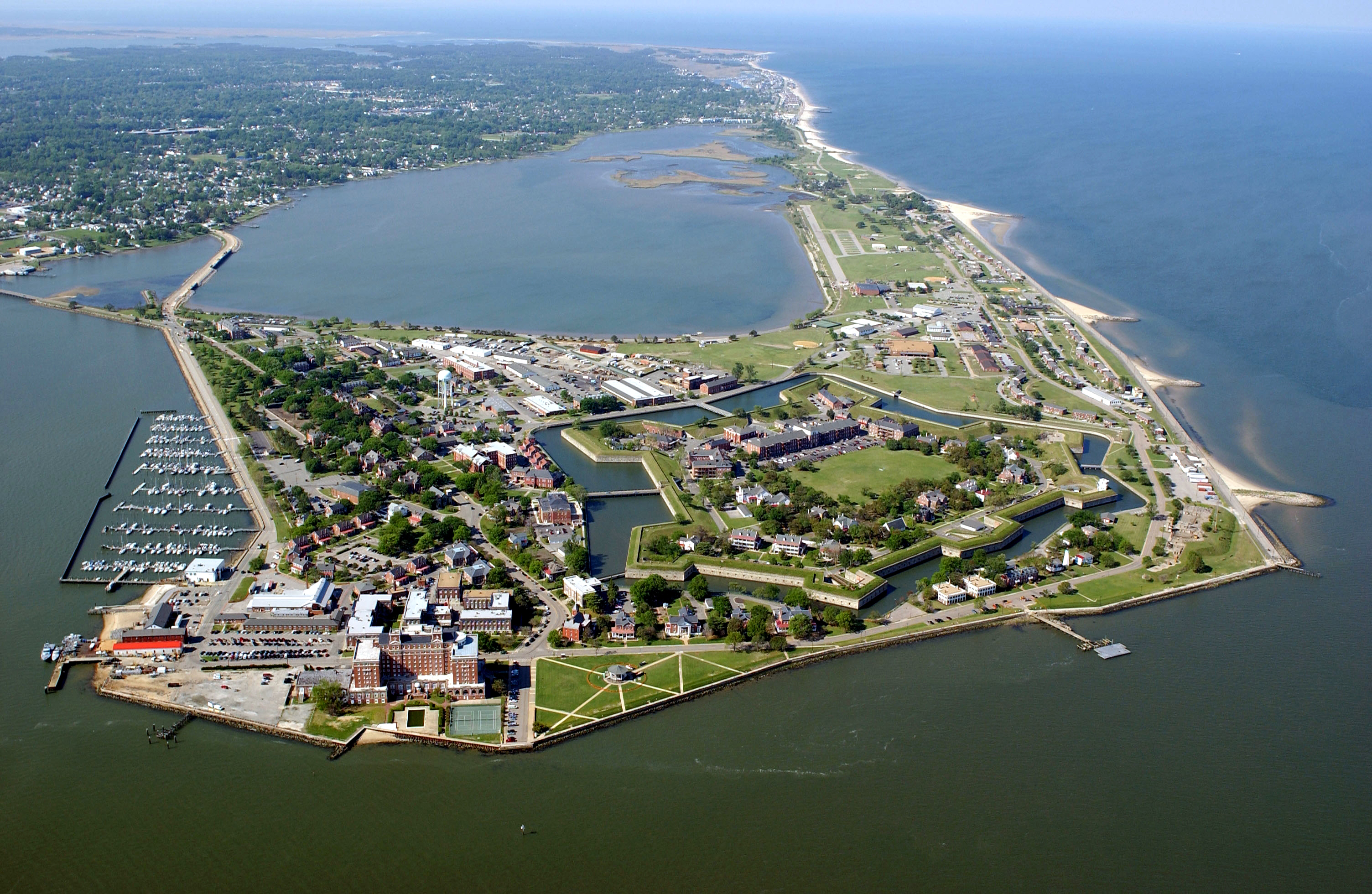
Fort Monroe, progettato dal generale Bernard

Durante la sua permanenza in America, divenne membro del prestigioso Columbian Institute for the Promotion of Arts and Sciences, che aveva tra i suoi membri i presidenti Andrew Jackson e John Quincy Adams oltre ad un gran numero di eminenti personalità del mondo militare, medico e di altre professioni. Nel 1829, per incarico del Congresso, Bernard completò un saggio per testare la navigabilità del Cross Florida Canal.
Si dimise dall'esercito statunitense il 10 luglio 1831.

### Il ritorno in Francia
Tornò in Francia dopo la rivoluzione di luglio del 1830 e venne reintegrato e promosso tenente generale da Luigi Filippo di Francia. Venne nominato membro della commissione generale per le fortificazioni e venne incaricato di migliorare le fortificazioni di Parigi. Nel 1834 venne nominato pari di Francia. Prestò servizio due volte come ministro della guerra: nel 1834 resse il ministero per soli otto giorni (10-18 novembre) mentre il periodo più lungo lo esercitò dal settembre del 1836 al marzo del 1839 durante il governo di Louis-Mathieu Molé.
Morì a Parigi il 5 novembre 1839.

## Araldica
|  |

|  |